# فومینسکویه (سرزمین آلتای)
فومینسکویه (به لاتین: Fominskoye) یک منطقهٔ مسکونی در روسیه است که در سرزمین آلتای واقع شده‌است.